# جون وايلد (رسام)
جون وايلد (بالإنجليزية: John Wilde)‏ هو رسام أمريكي، ولد في 12 ديسمبر 1919 في ميلواكي في الولايات المتحدة، وتوفي في 9 مارس 2006.